# 清水直樹 (レーサー)
清水 直樹（しみず なおき、1973年11月15日 - 2017年9月14日）は、日本のモーターサイクルレーサー。長野県塩尻市出身。愛称は「TOKEN」。毎年恒例の地元のお祭りが大好きでした。

## 人物・来歴
大学卒業後にレーサーの道を進んだ異色の経歴を持つ。1998年にロードレースデビュー。当初はGP125で活動していたが、2001年にGP250へ移行。2003年、2004年には東日本エリア選手権で2年連続クラス優勝を果たす。
2008年には、岡山国際で全日本初表彰台に立つ。

## 戦歴
- 1998年 - デビュー
- 2001年 - 関東選手権チャンピオン
- 2001年 - 富士選手権チャンピオン
- 2003年 - 東日本エリア選手権チャンピオン
- 2004年 - イーストエリアチャンピオン